# Sturmiopsis parasitica
Sturmiopsis parasitica är en tvåvingeart som först beskrevs av Charles Howard Curran 1939.  Sturmiopsis parasitica ingår i släktet Sturmiopsis och familjen parasitflugor. Inga underarter finns listade i Catalogue of Life.